# 喬艶敏
喬　艶敏（きょう　えんびん）は、中国の河北省出身の柔道選手。階級は72kg超級。身長184cm。体重117kg。河北体育学院に所属していた。

## 人物
1991年のフランス国際72kg超級で3位になると、アジア選手権では72kg超級と無差別で2階級制覇を達成した。1992年の福岡国際無差別では決勝で同僚の張穎と対戦するものの、張が朽木倒の動作を見せると勝手に倒れこんで有効を取られると、寝技では自分から仰向けの態勢になって袈裟固で抑えこまれるなど八百長と疑われるに充分な無気力試合を展開して、場内からもブーイングが巻き起こる事態となった。1993年に地元中国の上海で開催された東アジア大会では無差別で優勝した。世界選手権では初戦でロシアのスベトラーナ・グンダレンコに敗れると、その後の3位決定戦ではオランダのモニク・ファンデリーに敗れて5位に終わった。1994年のアジア競技大会の無差別決勝では自らより身長で22cm、体重で35kgも下回る阿武教子に開始48秒、内股すかしで豪快に投げられて2位に終わった。続く福岡国際の決勝でも阿武と対戦すると、先に効果を先取するものの、終了20秒ほど前に再度内股すかしで技ありを取られて逆転負けを喫した。

## 主な戦績
(階級表記のない大会は全て72kg超級での成績)
- 1991年 - フランス国際　3位
- 1991年 - アジア選手権　72kg超級　優勝　無差別　優勝
- 1991年 - 福岡国際　72kg超級　3位　無差別　3位
- 1992年 - 福岡国際　無差別　2位
- 1993年 - 東アジア大会　　無差別　優勝
- 1993年 - 世界選手権　5位
- 1994年 - アジア競技大会　無差別　2位
- 1994年 - 福岡国際　2位
- 1995年 - ロシア国際　2位